# Affaire du 15e corps

L’affaire du 15e corps est une polémique née d'un article publié le 23 août 1914 pour expliquer les reculs du 20 août des 1re et 2e armées françaises lors de la bataille de Lorraine dans le cadre de la bataille des Frontières. Les soldats du Midi (notamment provençaux) du 15e corps y sont accusés d'avoir fui devant l'ennemi. Malgré les excuses et les démentis, cette rumeur infamante canalisa une attitude hostile d'une partie de la population et des soldats contre les soldats du Midi, et provoqua en retour un fort attachement des populations du Midi au 15e corps.

## Le contexte lorrain de l’affaire

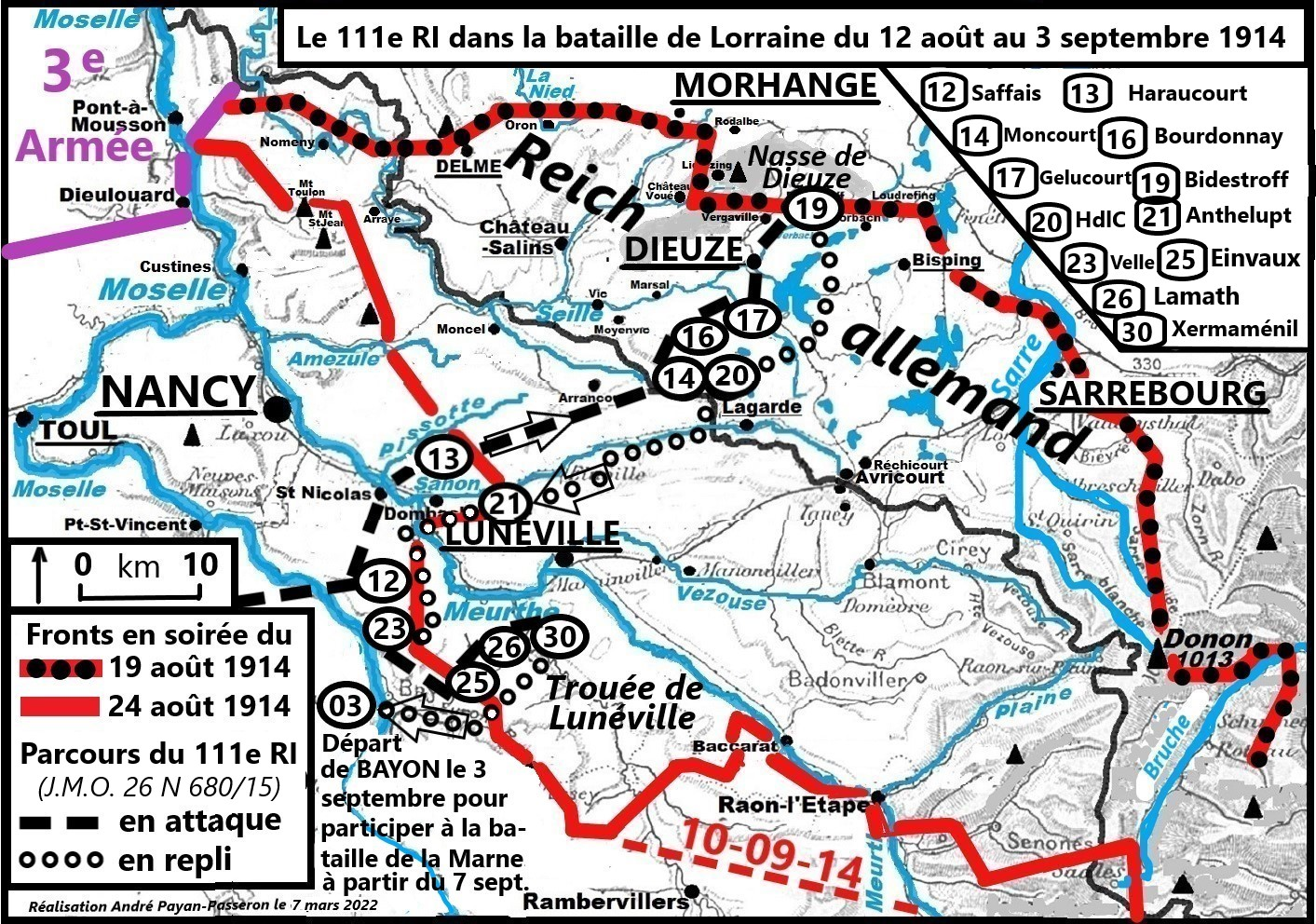
Le 111e Ri (15e corps) dans la bataille de Lorraine du 12 août au 3 septembre 1914

Avant d’analyser cette « affaire », on doit la situer dans son contexte lorrain d’août et septembre 1914. Pour cela, il faut suivre le parcours du 111e régiment d’infanterie d’Antibes qui fait partie de la 29e division de Nice (général Carbillet) du 15e corps de Marseille composé des 55 000 soldats et officiers commandés par le général Espinasse.
Comme ceux des autres unités du 15e corps et après deux jours de train, les 3 290 hommes du 111e régiment d’infanterie d’Antibes ont fini de débarquer le 11 août en gare de Diarville d’où ils ont gagné le secteur de Saffais (noté 12) puis celui d’Haraucourt (13) avant de prendre d’assaut les défenses allemandes de Moncourt au prix de 781 des leurs mis hors de combat. Moncourt, première victoire française en Lorraine avec ceux du 15e corps. Avec ceux des autres unités de la 29e division, ils progressent ensuite vers le nord par Bourdonnay (16) et Gelucourt (17) pour prendre d’assaut le (19) août la croupe de Bidestroff au cœur de la nasse mortifère de Dieuze bombardée en continu par l’artillerie lourde allemande.
Mais le lendemain matin, après avoir longtemps résisté à la surpuissante contre-offensive ennemie et perdu 1 602 hommes en deux jours, les survivants sont obligés de se replier, conformément aux ordres et au plan conçu par le général de Castelnau.
Repli d’abord jusqu’au bois du Haut-de-la-Croix (20) où leur régiment est alors réduit à un seul petit bataillon au lieu de trois car, depuis le 14 août, ils ont perdu 2 383 des leurs soit 74 % de leur effectif. Puis repli à Anthelupt (21) avant de se positionner en attente au nord de Velle-sur-Moselle (23) avec autour toutes les unités diminuées du 15e corps et, sur leur droite, du 16e corps. La VIe armée allemande s’étant engagée dans le piège de « sa » nasse de Lunéville, le général de Castelnau donne l’ordre aux unités des 15e et 16e corps de passer à la contre-offensive victorieuse. C’est ainsi qu’en 2e ligne derrière les quatre bataillons de chasseurs alpins, les survivants du 111e régiment d’infanterie progressent vers l’est jusqu’à Einvaux (25) puis vers le nord-est jusqu’à Lamath (26) et Xermaménil (30). C’est là qu’ils sont relevés par des unités du 16e corps pour se replier par Bayon (3) afin de participer à la bataille de la Marne à partir du 7 septembre avec ceux du 15e corps, qui y remportent la victoire décisive de Revigny-Vassincourt contre la Ve armée allemande  puis la poursuivent sur 45 km du 13 au 15 septembre jusqu’à Verdun Ouest.

## Les débuts de l’affaire
Le 15e corps est engagé à partir du 10 août en Lorraine dans la Bataille des trois Frontières et notamment dans la Bataille de Morhange le 20 août 1914. Ces batailles se terminent par une victoire allemande, le recul des armées françaises et de lourdes pertes.
Elles démontrent l’inadaptation de l’armée française que dirige le général Joffre, et singulièrement du plan XVII et de l’offensive à outrance. Pourtant, ce dernier va tenter de trouver des responsables à l’arrêt de l’offensive.

« L’offensive en Lorraine a été superbement entamée. Elle a été enrayée brusquement par des défaillances individuelles ou collectives qui ont entraîné la retraite générale et nous ont occasionné de très grosses pertes. J’ai fait replier en arrière le XVe corps, qui n’a pas tenu sous le feu et qui a été cause de l’échec de notre offensive »

C'est ce qu'il fait savoir au ministre de la Guerre Adolphe Messimy, qui lui-même transmet cette communication au sénateur Auguste Gervais. Saint-Cyrien devenu journaliste et homme politique, il est considéré comme un spécialiste des affaires militaires, notamment pour L'Aurore et Le Matin, l'un des journaux les plus diffusés de France.
Celui-ci publie dans ce dernier journal un article diffamatoire le 24 août qu’il intitule La vérité sur l’affaire du 21 août. Le recul en Lorraine. Il y reprend et accentue les attaques du général Joffre :

« Une division du 15e corps, composée de contingents d’Antibes, de Toulon, de Marseille et d’Aix, a lâché pied devant l’ennemi. […] La défaillance d’une partie du 15e corps a entraîné la retraite sur toute la ligne. Le ministre de la Guerre, avec sa décision coutumière, a prescrit les mesures de répression immédiates et impitoyables qui s’imposaient : l’heure n’est plus, en effet, aux considérations de sentiment. Tout le monde doit être aujourd’hui convaincu, du général en chef au dernier soldat, qu’il n’y a, en face de l’ennemi, qu’un devoir, que nos aïeux de la Révolution ont su faire accomplir : vaincre ou mourir »

Ces attaques sont reprises par quelques journaux, dont un article du sénateur du Var Georges Clemenceau, également journaliste à l’Aurore, dans son propre journal :

« Notre 15e corps a cédé à un moment de panique et s’est enfui en désordre sans que la plupart des officiers aient fait paraît-il tout ce qui était de leur devoir pour l’empêcher… On connaît la nature impressionnable des Méridionaux. Ils sont capables d’aller jusqu’aux extrémités de la vaillance et je suis sûr qu’à l’heure présente, ils ne souhaitent rien tant que de se réhabiliter ; ce jour-là ils ont déplorablement failli et paraît-il avec trop d’ensemble. »

Ces diffamations apparaissent comme une attaque à l’Union sacrée. Elles créent un grave malaise, conduisant le gouvernement à publier un démenti :

« Un journal du matin a annoncé qu’une division du 15e corps avait lâché pied devant l’ennemi, ce qui aurait eu de graves conséquences pour la suite des opérations. Le fait présenté sous cette forme est inexact : quelques défaillances individuelles bien regrettables ont pu se produire ; elles ont été suivies de répressions nécessaires, mais elles n’ont pas eu l’importance qui leur a été attribuée ; il serait injuste de faire peser la faute de quelques-uns sur tous les soldats d’une région dont les citoyens sont comme tous les autres prêts à donner leur vie pour leur pays. »[réf. souhaitée]

Le ministre publie un démenti le 24 août, précisant que les propos d’Auguste Gervais sont « inexacts », alors que le général Joffre souligne peu après la bravoure des soldats du XVe corps à Nancy. Le président du Conseil René Viviani envoie un télégramme où il n’évoque que des « désordres individuels », ne reflétant pas une « défaillance générale » d’une « vaillante région ». Si les attaques premières sont minimisées, la cause de la défaite reste identique : le mauvais comportement de certains Méridionaux. Auguste Gervais s’excuse peu après ; il affirmera dans un article posthume qu’il n’a fait que signer un article dicté par son ami Adolphe Messimy, ancien Saint-Cyrien, journaliste et membre du Parti républicain, radical et radical-socialiste comme lui.
Si le sénateur Gervais et le général Joffre restent en poste, le ministre Messimy est démis de ses fonctions deux jours après l'éclatement de l'affaire.

## La rumeur
Entre l'énoncé de la diffamation et les premières excuses, il ne s'est écoulé que quelques heures. Elles ont suffi à faire un mal terrible dans une population ébranlée par les reculs. Rapidement, la légende de soldats provençaux et plus généralement du Sud lâches se diffuse parmi les populations du Nord. Plusieurs témoignages rapportent les propos insultants tenus par d'autres soldats, des infirmiers, ou des blagues infamantes ayant le soldat de Provence pour objet de risée. Selon Jean-Yves Le Naour, ces accusations ont prospéré sur le terreau ancien de « préjugés et haines régionales ». Il s'agit d'antiméridionalisme,.
Face à cette attitude, des journaux publient les exploits des régiments du Midi, pendant qu'en guise de contre-attaque, ceux qui colportent les rumeurs sont qualifiés d'agents de l'Allemagne. Le Progrès de la Somme réclame contre les calomniateurs le Conseil de guerre.

## La révolte en Provence
Dès le 24 août, deux parlementaires des Bouches-du-Rhône, Joseph Thierry et Frédéric Mascle demandent audience au ministre de la Guerre qui, nouvelle humiliation, refuse de les rencontrer. Le lendemain, six autres parlementaires réclament des explications.
Malgré les démentis, les accusations, durement ressenties en Provence, ne passent pas : le journal Le Matin est interdit de vente à Marseille, Sanary, Hyères et le 25 août, après une manifestation, des pères de poilus sont reçus à la préfecture.
Face au silence du gouvernement, qui ne communique plus sur l'affaire après les démentis d'Adolphe de Messimy et de René Viviani, 67 parlementaires signent une pétition réclamant, dans l'attente d'une enquête une fois la paix revenue, des mesures pour faire cesser les vexations et les calomnies. Le nouveau ministre de la Guerre, Alexandre Millerand, déclare que ces attaques sont « inadmissibles ». Il impose une censure totale sur le sujet, tandis que certains soldats sont punis pour leurs propos contre le 15e corps.
Jusqu’à la fin de la guerre, les nécessités de l’union sacrée et la censure conduisent les journaux, les partis, associations et hommes politiques du sud-est à ne se faire entendre que discrètement.

## L'exécution du soldat Odde
Dans le contexte du début désastreux de la guerre, le soldat Auguste Odde est fusillé le 19 septembre 1914.
Conformément aux ordres de Joffre, l'armée est chargée de faire des exemples et de faire « fonctionner ferme les conseils de guerre ». Blessé le 8 septembre, le chasseur alpin est examiné par un médecin, durant la nuit du 10 au 11 septembre dans une ambulance puis dans une grange. Le médecin est chargé de désigner des mutilés volontaires possibles. Avec sept de ses camarades, Auguste Odde est déféré devant un conseil de guerre le 18 septembre : six, dont le soldat Odde, sont condamnés à mort. Pour quatre d'entre eux, le conseil demande une commutation de la peine. Auguste Odde, membre du 15e corps, est fusillé pour l'exemple le 19 septembre au matin, devant les troupes assemblées.
Le jugement sera cassé et annulé le 7 août 1917 et le 12 septembre 1918, la Cour suprême réhabilite le soldat Odde, reconnaissant selon les témoignages de ses camarades « que ce militaire ne méritait que des félicitations sur sa manière générale de servir ; que c’était un excellent soldat, très discipliné, ayant toujours eu une belle attitude au feu et s’était fait remarquer par sa bravoure et son sang froid […], que Odde était un agent de liaison très brave et très courageux, dont l’attitude au feu avait été superbe jusqu’au jour où il avait été blessé ».
Son appartenance au 15e corps a été mise en avant par plusieurs auteurs, dont Maurice Mistre et André Neyton, qui en a fait le héros d'une pièce de théâtre.

## La mémoire du15ecorps

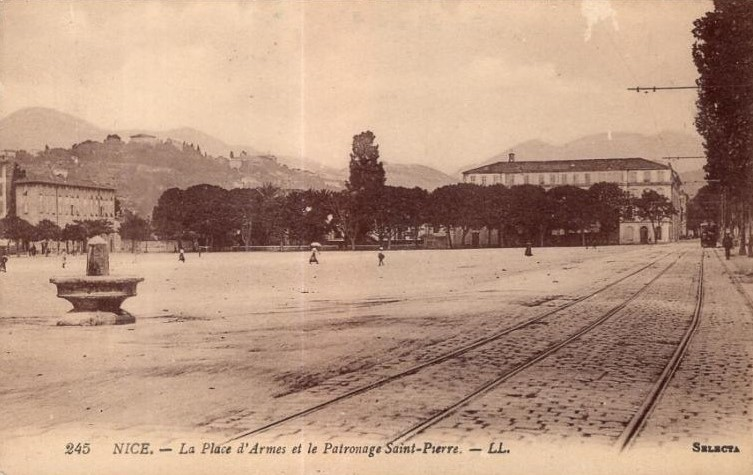
La place d'armes de Nice vers 1900, devenue place du.

S'il n'appartenait pas au 15e Corps, l'exemplarité du jeune député-maire marseillais Frédéric Chevillon et sa montée au front héroïque mais fatale le 21 février 1915 au cours de la Bataille des Eparges au cri de « Vous allez voir comment on meurt dans le 15e corps » a contribué à la réhabilitation des soldats provençaux. 
Avec l’armistice du 11 novembre 1918, de nombreuses voix se font entendre, réclamant des enquêtes et une réhabilitation officielles des soldats de Provence par les autorités de la République. Les propos du président de la République Alexandre Millerand et du ministre de la Guerre Louis Barthou à propos du mensonge contre le 15e corps ne suffisent pas.
En 1919, le conseil municipal de Vidauban inaugure la première place du XVe corps, inaugurant une tradition de dénomination de rue qui se perpétue jusqu'en 2016, quand le conseil municipal de Gassin baptise trois places du nom de trois soldats du 15e corps tombés au début de la Grande Guerre : Louis Collomp, Charles Giordano et Léon Martel.
En 1920 à Nice, la place d'armes est renommée place du XVe corps, de même que l'avenue attenante. Le stade d'athlétisme construit en 1937 sur la place en prend également le nom, avant d'être renommé stade Jean-Bouin en 1951. En 1921, les anciens combattants organisent une grande réunion à Nice sur le thème : « À la gloire du Midi et du XVe corps ».
En 1936, la commune de Bidestroff, lieu de la bataille des 19 et 20 août 1914, construit un monument aux morts pour honorer leur mémoire.
En 2015, la ville de la Seyne-sur-Mer a inauguré pour le 11 novembre une « avenue du 15e corps 1914-1918 ».
Le 11 novembre 1917, le passage Louis-Andrieux à Forcalquier prend le nom de « passage du 15e corps d'armée ».
D'autres communes possèdent également une voie portant en référence au 15e corps : Avignon, Hyères, Lambesc, Marseille, Monteux, Pierrefeu-du-Var, Saint-Raphaël, Saint-Maximin-la-Sainte-Baume, Saint-Tropez, Toulon.

### Témoignages de soldats
- Jules Belleudy (préf. colonel Gros Long), Que faut-il penser du 15e corps ?, Menton, Impr. coopérative, 1921, 356 p
- Général Carbillet, Premières armes d’une division du Midi sur le front.

### Ouvrages universitaires
- Paul Isoart, « Semailles sanglantes et lieux de mémoires », Nice Historique, no 4,‎ 1988, p. 135-154
- Jean-Yves Le Naour, Désunion nationale. La légende noire des soldats du Midi, Vendémiaire, 2011
- Jean-Yves Le Naour, « La faute aux "Midis" : la légende de la lâcheté des Méridionaux au feu », Annales du Midi : revue archéologique, historique et philologique de la France méridionale, t. 112, no 232,‎ 2000, p. 499-516 (lire en ligne)
- Jean-Yves Le Naour, « Il en restera toujours quelque chose ? Solder les comptes de la rumeur du XVe corps », Cahiers de la Méditerranée, no 81,‎ 2010, p. 253-263
- Georges Liens, « Le stéréotype du Méridional vu par les Français du Nord de 1815 à 1914 », Provence Historique,‎ octobre-décembre 1977, p. 413-431
- Maurice Mistre-Rimbaud, « La Légende noire du XVe corps », sur Association 1851
- Maurice Mistre-Rimbaud (postface Jean-Marie Guillon), La légende noire du 15e corps d’armée : l’honneur volé des Provençaux par le feu et par l’insulte, Saint-Michel-l’Observatoire, éditions C’est-à-dire, coll. « Un territoire et des hommes », 2009, 239 p. (ISBN 978-2-9527564-7-1)
- Thomas Grobon, Les Provençaux dans la Grande guerre ou L'affaire du XVe corps, Velleron, Les Amis du vieux Velleron, 2014, 64 p.
- Claude Chanteloube, L'Affaire du 15e corps d'Armée - Les Provençaux accusés de lâcheté - www.provence14-18.org
- Claude Chanteloube, Joffre accuse les Provençaux de lâcheté, Chez l'auteur, Préface du général André Bach

### Bande dessinée
- Alexandre Dan et Jean-Yves Le Naour, La faute au Midi, Bamboo, 2014 (présentation en ligne)

### Le soldat Odde
- Maurice Mistre, « 1914, 19 septembre, un fusillé pour l’exemple, Auguste Odde », sur Mémoires de Guerres
- André Neyton, La Légende noire du soldat O ou Les Midis du XVe Corps (pièce de théâtre), 2004 (présentation en ligne)